# SAKURAスキップ
「SAKURAスキップ(さくらスキップ)は、日本の声優ユニット・fourfoliumによる1枚目のシングル。2016年7月27日にメディアファクトリーより発売された。（品番:ZMCZ-10785）

## 概要
テレビアニメ『NEW GAME!』の主要キャラクターたちの声優の高田憂希、山口愛、戸田めぐみ、竹尾歩美の4人で結成された声優ユニット「fourfolium」による1枚目のシングルとして発売され、2枚目のシングル「Now Loading!!!!」も同時リリースされた。本曲は頑張っている人へのまた「頑張ろう」と思わせるような力強い曲となっていおり、また曲の中には合いの手が多くありポップで明るい曲調となっている。
またカップリング曲としてヒゲドライバーが作詞作曲した「Shake!」も収録されている。
本曲は、『NEW GAME!』のオープニングテーマとなっている。
チャート
オリコン週間チャートの最高順位は33位と全シングル4曲中3位と、決して高くはないが、登場回数が11週とfourfoliumのシングルとして最長の登場回数となった。ちなみにfourfoliumのシングルの最高順位はSTEP by STEP UP↑↑↑↑の25位であるが、登場回数は6回となっている。
billboard JAPANでは、「billboard JAPAN Hot 100」の最高順位が37位で登場回数は3回、「billboard JAPAN Hot Animation」では最高順位は14位で登場回数は2回、「billboard JAPAN Top Singles Sales」の最高順位は35位で登場回数は4回となっている。

## 収録曲
| #         | タイトル                         | 作詞           | 作曲・編曲     | 時間  |
| --------- | -------------------------------- | -------------- | -------------- | ----- |
| 1.        | 「SAKURAスキップ」               | KOCHO          | 奥井康介       | 3:52  |
| 2.        | 「Shake!」                       | ヒゲドライバー | ヒゲドライバー | 3:54  |
| 3.        | 「SAKURAスキップ」(instrumental) |                |                | 3:52  |
| 4.        | 「Shake!」(instrumental)         |                |                | 3:54  |
| 合計時間: | 合計時間:                        | 合計時間:      | 合計時間:      | 15:32 |

収録アルバム
| 曲名   | アルバム                                     | 発売日        | レーベル | 品番       |
| ------ | -------------------------------------------- | ------------- | -------- | ---------- |
| Shake! | ひげこれ! HIGEDRIVER BEST in KADOKAWA ANISON | 2020年9月30日 | KADOKAWA | ZMCZ-14221 |

## カバー
- Pastel*Palettes［丸山彩（前島亜美）］ - ゲーム『バンドリ! ガールズバンドパーティ!』収録曲（2018年2月17日追加[13]）。アルバム『Pastel à la mode』（2023年5月31日）収録[14]。